# Stade de Tourbillon
Pour les articles homonymes, voir Tourbillon.
Le stade de Tourbillon est un stade de football situé à Sion en Suisse et sur lequel évolue le FC Sion.

## Histoire
Il fut inauguré le 11 août 1968. Le Sport-Toto a grandement contribué à l'inauguration du stade. Les tribunes sont couvertes en 1989, et ces dernières années ont eu lieu des agrandissements. Le stade pouvait contenir 20187 personnes (11500 debout, 8026 assis, 661 en business seats). Quatre salons privés sont aussi réservés pour le Club des 1000, les VIP et la presse.
Le nom du stade est tiré du château médiéval qui le domine depuis l'une des collines qui surplombent la ville.
En automne 2010, la ville de Sion décide de financer à hauteur de 13 millions de francs l'aménagement du stade jusqu'en 2020. Dès lors nombreux travaux de modernisation ont été effectués pour satisfaire les exigences de l'UEFA pour les rencontres européennes. Les bancs en bois de la tribune Est sont remplacés par des sièges en juin 2011. Durant l'été 2012, des tourniquets sont installés à l'entrée pour compter les spectateurs, des sièges rabattables sont installés dans le gradin sud et l'ancien Totomat est remplacé par un écran géant permettant diverses animations ainsi que la retransmission au ralenti des buts. En août 2015, le club aménage de nouvelles infrastructures instaurées par l'UEFA comme un espace VIP et une zone de presse plus moderne ainsi que des sièges dans le Gradin Nord pour accueillir les matchs de Ligue Europa. Cela permet au stade d'accéder à la catégorie 4 des stades UEFA.
En décembre 2023, Christian Constantin, président du FC Sion, et les autorités communales et cantonales présentent un projet de nouveau stade qui mènerait à la destruction du stade de Tourbillon à l'horizon 2030.

## Utilisation
- Depuis 1969 : championnat de Suisse de football
- Du 17 septembre 2015 au 18 février 2016 : Ligue Europa 2015-2016[5].
- Championnat d'Europe féminin de football 2025

### Rencontres internationales
Le stade accueille aussi des rencontres internationales de l'équipe de Suisse masculine. Entre 1985 et 2023, elle y en dispute cinq :
| Date              | Adversaire          | Résultat | Spectateurs | Compétition             |
| ----------------- | ------------------- | -------- | ----------- | ----------------------- |
| 25 mars 1985      | Tchécoslovaquie     | 2-0      | 6 557       | Match amical            |
| 9 août 1994       | Émirats arabes unis | 1-0      | 3 500       | Match amical            |
| 1er juin 2010     | Costa Rica          | 0-1      | 10 000      | Match amical            |
| 8 septembre 2019  | Gibraltar           | 4-0      | 8 138       | Éliminatoires Euro 2020 |
| 12 septembre 2023 | Andorre             | 3-0      | 9 000       | Éliminatoires Euro 2024 |

Le stade accueille également un match de l'équipe de Suisse féminine en 2025.
| Date        | Adversaire | Résultat | Spectateurs | Compétition            |
| ----------- | ---------- | -------- | ----------- | ---------------------- |
| 3 juin 2025 | Norvège    | 0-1      | 6 888       | Ligue des nations 2025 |

Le stade accueille également un match de l'équipe de Suisse espoirs en 2023.
| Date             | Adversaire | Résultat | Spectateurs | Compétition             |
| ---------------- | ---------- | -------- | ----------- | ----------------------- |
| 3 septembre 2021 | Gibraltar  | 4-0      | 750         | Éliminatoires Euro 2023 |

## Galerie

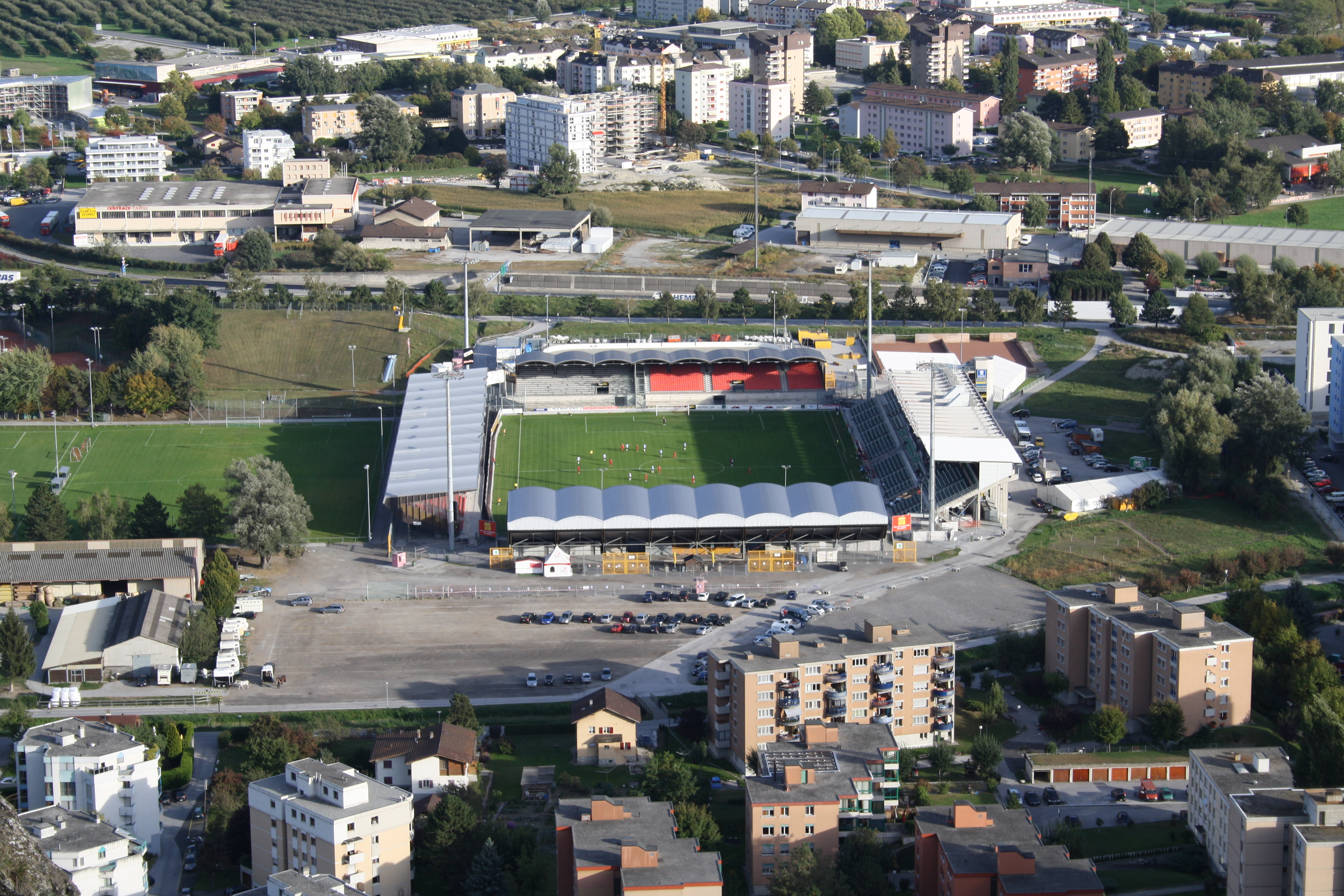
Le stade de Tourbillon vu depuis la colline du château de Tourbillon en octobre 2010
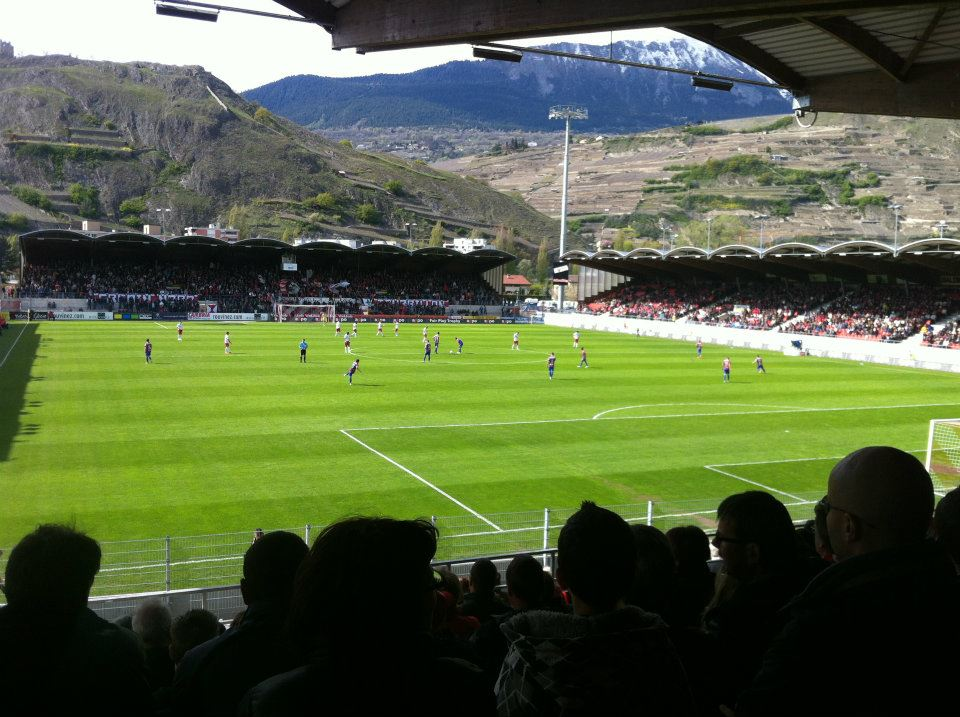
Vue depuis la tribune sud en 2012
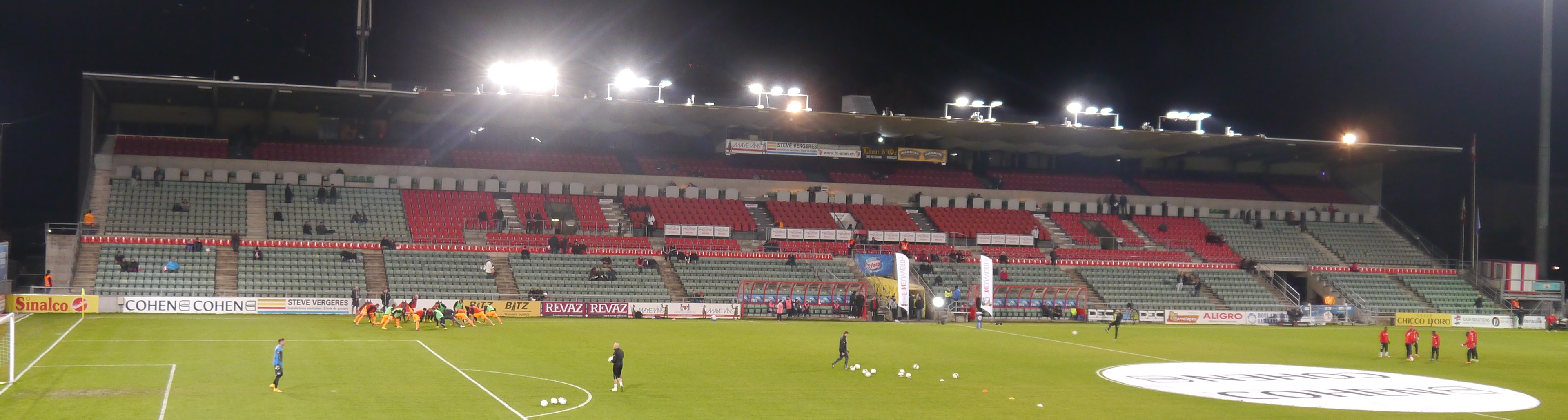
La tribune ouest en novembre 2014